# IC 4820
IC 4820 — галактика типу SBcd () у сузір'ї Павич.
Цей об'єкт міститься в оригінальній редакції індексного каталогу.